# Gašpar Bujas
Fra Gašpar Bujas (Šibenik, 6. siječnja 1906. – Zagreb, 26. rujna 1963.), franjevac, katolički svećenik, hrvatski kulturni i književni povjesničar i pjesnik.

## Život
Pučku je školu pohađao u Šibeniku, Franjevačku klasičnu gimnaziju u Sinju (1917. – 1923.) i Zaostrogu (1924. – 1926.), filozofiju i teologiju u Makarskoj (1926. – 1930.), slavensku filologiju i komparativnu književnost u Strasbourgu (1935. – 1936.). Književnost je diplomirao u Zagrebu 1938., a doktorirao 1944. temom »Hrvatska religiozna poezija novijeg vremena«. Predavao je na Franjevačkoj klasičnoj gimnaziji u Sinju (1938. – 1944., 1956. – 1957.), Vjerskoj srednjoj školi u Makarskoj (1946. – 1956.) i na Franjevačkoj vjerskoj školi za spremanje svećenika u Zagrebu (1957. – 1963.).
U Red manje braće stupio je na Visovcu 1923.
Pisao je u duhu svojega načela prema kojemu je „katolički književnik odgovoran pred Bogom, pred savješću i pred svojim narodom”. Na pjesničko izražavanje poticao ga je njegov profesor fra Stanko Petrov. Pjesnički uzor pronalazi u Kranjčeviću, dokazavši kako je on autor himne franjevaca trečoredaca »Ispred lica Svevišnjega«. Objavljivao je u Glasniku Gospe Sinjske, Luči, Hrvatskoj prosvjeti, Hrvatskoj straži, Danici, Obitelji, Euharistijskom glasniku, Selu i gradu, Kalendaru sv. Ante, Novoj reviji i inima, a znanstvene i stručne radove ponajviše o Kačiću i starijem duhovnom pjesništvu.

## Djela
- Katolička Crkva i naša narodna poezija, Šibenik, 1939.
- Sa svjetiljkom u rukama, Šibenik, 1940.
- Harambašičeva religiozna poezija, Zagreb, 1945.
- Autobiografija’’, Makarska, 1956.
- Kod čudotvorne Majke Božje u Lurdu, Zagreb, 1958. (putopis)
- Izabrane pjesme, Šibenik, 1996.

## Vanjske poveznice
- Nedjeljko Mihanović, u: Hrvatski biografski leksikon', pristupljeno 17. prosinca 2014.